# Avid
Avid Technology – powstała w 1987 roku firma technologiczna będąca twórcą oprogramowania oraz sprzętu do nieliniowej edycji obrazu i dźwięku. W 1988 roku zaprezentowała prototyp systemu do nieliniowej edycji wideo, będący początkiem linii produktów o nazwie Avid.
Najbardziej znanym produktem firmy jest Avid Media Composer.
Avid Media Composer to kompletny system profesjonalnej nieliniowej edycji wideo, który z racji swej prostoty i filozofii działania stał się standardem na światowym rynku edycji filmowej i telewizyjnej. Składa się on z zaprojektowanego specjalnie na potrzeby systemu sprzętu oraz oprogramowania. Stworzony „przez montażystów dla montażystów”, zyskał wiele dowodów uznania, jak choćby statuetkę Oscara, którą w 1994 roku wręczono twórcom systemu w kategorii „Osiągnięcia Naukowe i Techniczne”.
Twórcami Avida są William Warner, Eric C. Peters, Michael E. Phillips, Tom A. Ohanian, Patrick D. O'Connor i Joe H. Rice.
Pierwszym filmem, który otrzymał statuetkę Oscara w kategorii montażu stworzonym za pomocą Avida, był „Angielski Pacjent” z roku 1996. Zdobywcą nagrody jest Walter Murch.
Istnieje również darmowa wersja programu, Avid Free DV, mocno uproszczona w stosunku do płatnych edycji. Firma Avid nie rozwija i nie udostępnia już tego programu, ale nadal jest dostępny w serwisach z oprogramowaniem.

## Ważniejsze produkty
Montaż filmowy/wideo:
- Media Composer (posiada narzędzia przydatne przy dużych, skomplikowanych projektach)
- NewsCutter (program do montażu wiadomości telewizyjnych)
- Avid Xpress Pro
- Pinnacle Studio
- Symphony

Kompozycja:
- DS

Pozostałe
- Alienbrain
- DNxHD codec (VC-3)
- ICON
- iNEWS
- Interplay
- iNews Instinct
- M-Audio Virtual Instruments
- Pro Tools
- Sibelius
- Unity ISIS
- Unity MediaNetwork
- VENUE

Linie Produktowe sprzedane innym firmom 
- Softimage|XSI (teraz Autodesk)
- Pinnacle PCTV (teraz Hauppauge Digital)

Produkty wycofane ze sprzedaży 
- CamCutter
- Cinema
- Elastic Reality
- Media Suite Pro
- Film Composer
- Avid Matador
- MCXpress
- Avid Media Illusion
- Videoshop
- Xpress
- Xpress DV
- Xpress Pro (profesjonalny zestaw narzędzi do edycji obrazu, wystarczający do produkcji tv)
- Xpress Pro Studio HD
- Avid Liquid